# HMS Sjöhunden (Shu)
HMS Sjöhunden (Shu) hette en tidigare svensk ubåt som var den fjärde ubåten av Sjöormen-klass. 
Sjölejonet och Sjöhunden genomgick en livstidsförlängning mellan åren 1992 och 1994, med avseende på huvudmaskineri (2 x Hedemora byttes ut mot 4 x Scania DSI 14), ytterligare förbättring på sonar samt strids- och eldledning, samt en hel del energibesparande åtgärder - ersättning av gammal elektrisk utrustning till modern teknologi samt en modifiering av hydraulsystemet ombord.
Ubåten är numera ombyggd och såld till Singapores flotta och heter numer RSS Chieftain. 